# 磨毡角
磨毡角（11世纪？—1058年），北宋宗哥城（今青海省海东市平安区）吐蕃首领。唃厮啰国创建者唃厮啰次子。
其母李氏因父李立遵与唃厮啰有矛盾而失宠，与母迁居宗哥城。宗哥原为李立遵势力范围，他于是借助外祖父李立遵昔日余威，以及人情世故，被当地民众拥立为首领。于是和宋朝发展政治、经济往来，宋仁宗宝元二年（1039年），北宋封他为顺州（一作严州）团练使，次年四月，上表宋仁宗，称有兵二万，愿攻取西凉府，请宋朝派使者帮助讨伐西夏。宋朝考虑他的力量不足与西夏抗衡，没有批准。后多次向宋朝贡马，以换取回赐。改授恩州团练使。